# Свешников, Борис Петрович
Борис Петрович Свешников (1 февраля 1927, Москва — 6 октября 1998, там же) — русский советский живописец, график, книжный иллюстратор. Относится к неофициальному советскому искусству. В 1946 году был репрессирован по обвинению в антисоветской пропаганде. Реабилитирован в 1956 году. Принадлежит к поколению шестидесятников.

## Биография
Борис Петрович Свешников родился 1 февраля 1927 года в Москве.
В 1946, во время учёбы в Институте прикладного и декоративного искусства, был арестован по обвинению в «антисоветской пропаганде». Из показаний на допросах: «В СССР хорошие художники не могут применять и развивать свои таланты… Художники у нас не свободны… они рисуют не то, что хотят, а то, что им скажут…». Отбыл восемь лет в лагерях (Ухта, Коми АССР), работал в одной бригаде со Львом Кропивницким, был на грани истощения («доходяга»). После этого был переведён на лагпункт Ветлосян. Назначен ночным сторожем в деревообделочный цех, при котором работала художественная мастерская. Свешников тайком рисовал и также тайком передавал рисунки на свободу.
В 1954 вышел из лагеря, в 1956 реабилитирован.
В 1954—1957 жил в Тарусе, был близок к Аркадию Штейнбергу, затем обосновался в столице. Работал для Гослитиздата, создал иллюстрации к книгам Гёте, Э. Т. А. Гофмана, Х. К. Андерсена, братьев Гримм, М. Метерлинка, К. Г. Паустовского, Я. Седерберга, Ж. д’Арбо, Т. Мура, Я. Врхлицкого и других писателей. Один из крупнейших и наиболее авторитетных представителей «неофициального» искусства 1950—1980-х годов.
Похоронен в Москве на Ваганьковском кладбище (6 уч.).
О художнике писали Андрей Синявский, Игорь Голомшток, Александр Глезер и др.

## Творчество
Главный труд Свешникова — цикл лагерных рисунков 1950—1960-х годов (тушь, перо), позднее к нему прибавился графический цикл Альбом для рисования. Живописные работы художника (Полёт, 1958; Мастерская гробовщика, 1961, Поминки, 1965, Цветник тления, 1982; Посмертное свидание, 1989; У входа, 1990) тяготеют к своеобразному неоромантизму, чаще всего напоминают сны или видения иного мира.

## Работы находятся в собраниях
- Государственная Третьяковская галерея, Москва.
- Московский музей современного искусства, Москва.
- Государственный центр современного искусства, Москва.
- Коллекция Общества «Мемориал», Москва.
- Музей русского искусства в Джерси-сити.
- Музей Циммерли университета Рутгерса, США.
- Частные коллекции.

## Альбомы, каталоги
- Борис Свешников. Лагерные рисунки / О-во «Мемориал»; Сост.: Голомшток И., Осипова И.; Редкол.: Рогинский А. Б.(пред.) и др. — М.: Звенья, 2000
- Борис Свешников. Альбом. Галерея «Наши художники». Автор статьи: Чудецкая, Анна Юрьевна. — М.: ООО «АРКС ДИЗАЙН», 2023